# Planet (2005)
Pour les articles homonymes, voir Planet.
Le Planet est un navire océanographique militaire de la Deutsche Marine. C'est un navire catamaran de conception SWATCH et sa coque a la certification glace E. Il est le navire de recherche le plus moderne de l'OTAN.

## Histoire
Pour les navires océanographiques allemands, il est de coutume de transmettre des noms traditionnels, en particulier dans l'astronomie. Planet est le troisième navire d'une telle série.
Le navire a été construit sous le numéro de coque 537 à la NSW Nordseewerke GmbH de Emden. La pose de la quille du navire a eu lieu en avril 2002 et le lancement, le 12 août 2003. Le navire a été mis en service le 31 mai 2005 à Eckernförde. Les coûts de construction se sont élevés à 90 millions d'euros.
La construction de la flottabilité est principalement générée par les flotteurs complètement submergés. Même par mauvais temps et par mer agitée, le navire reste très stable le rendant idéal pour la recherche hydrographique en haute mer.
La moitié du fuselage est destinée aux tests de capteurs acoustiques des sonars, l’autre moitié aux tests de torpilles et d’armes anti-torpilles . Entre autres choses, le navire est équipé d'une installation de lancement de torpilles, située dans le corps flottant tribord. Une autre tâche importante du navire est la détermination de la salinité, de la densité, des courants et d’autres paramètres hydrographiques. La thermocline dépendante détermine la localisation des sous-marins.
Outre le NRV Alliance', autre navire de recherche de l'OTAN, le Planet est l'un des navires de surface à moteur les plus silencieux au monde. Le navire peut rester en mer jusqu'à 30 jours et couvrir jusqu'à 5.000 milles marins en autonomie. Il  est à la disposition du service technique des forces armées allemandes pour les armes, la technologie et la recherche maritimes (WTD 71) à Eckernförde pour les activités de technologie et de recherche de la Bundeswehr axées sur la marine.
Bien que techniquement non armé, il est équipé d'une capacité de lancement de torpilles. D'autres systèmes d'armes peuvent être installés pour des essais d'armes.

## Galerie

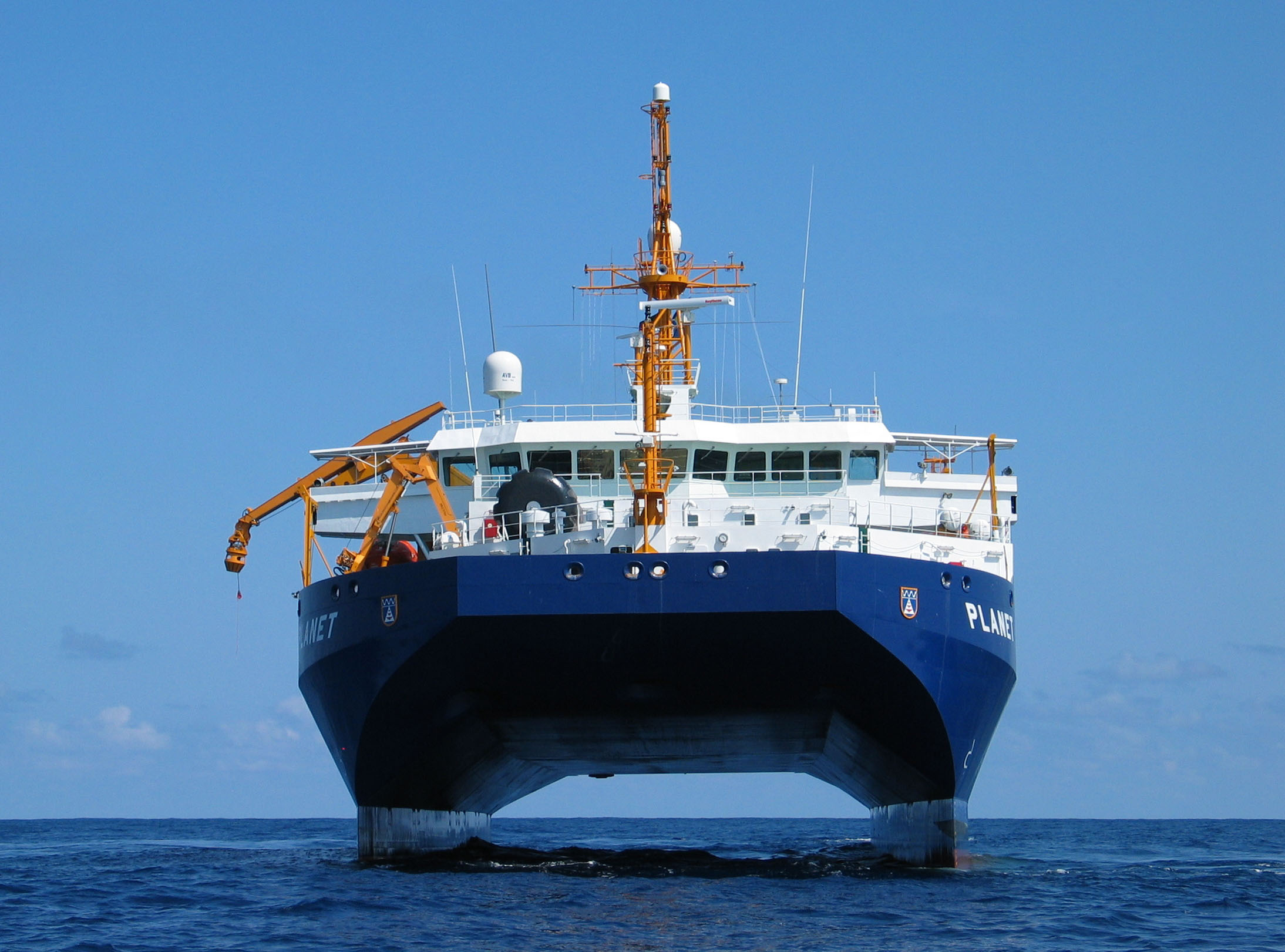
Planet (de face)
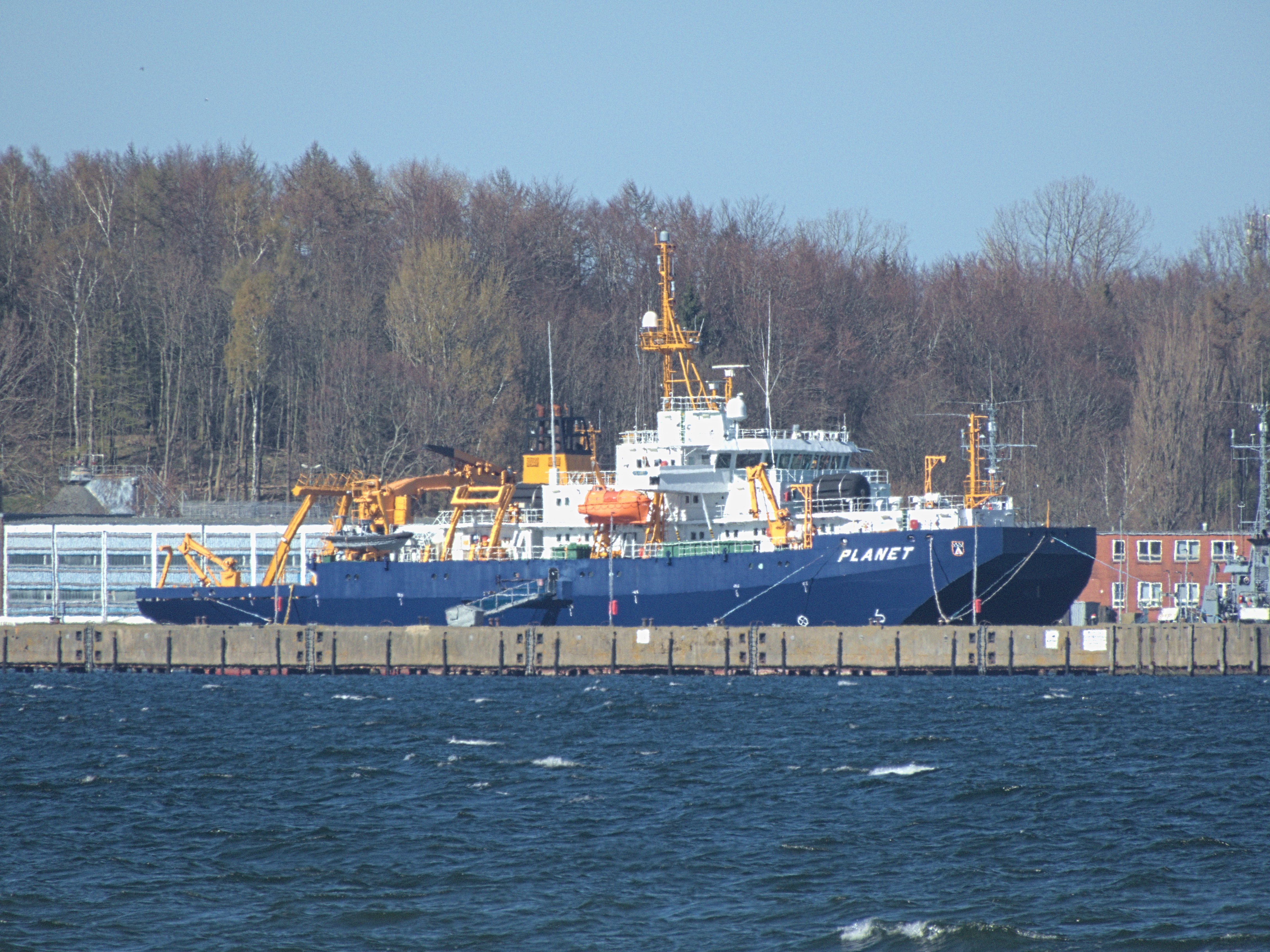
Planet

### Note et référence
- (en) Cet article est partiellement ou en totalité issu de l’article de Wikipédia en anglais intitulé « Planet (research ship) » (voir la liste des auteurs).